# Lambdacisme
El lambdacisme, en lingüística, és un canvi fonològic que consisteix en l'articulació d'una consonant diferent –generalment la –r implosiva o final– com [l]. És a dir, és un procés de neutralització de la lateralització del fonema /r/ a una variant [l]. Sol passar en alguns casos de metàtesi.
Com a fenomen dialectal, és propi d'algunes varietats meridionals del castellà com l'andalús o el castellà caribeny, en les quals, en general, es presenta mútuament amb el rotacisme: p. ex., [pwélta] en lloc de: puerta (cf. [àrma] en lloc de: alma), [muhél] en lloc de: mujer.
De la mateixa manera, és present en algunes llengües italianes del Sud, com en el cors - galurès (porto > po l tu 'port', verdi > ve l di), o a l'extremeny a Espanya.

## Història
El fenomen de lambdaització o lateralització dialectal actual es pot considerar com a continuació de la confusió dels fonemes líquids [r] i [l] en castellà, que apareix des dels primers testimonis de la llengua i que constitueix un element de l'evolució del castellà des del llatí ; és així com del llatí marmor/arbor van evolucionar les formes castellanes màrmol/árbol i en canvi no va passar en el català marbre/arbre.
Encara que hi ha testimonis de la confusió a Andalusia des del segle XIV, el fenomen actual de lateralització en el castellà d'Amèrica sembla estar lligat a la presència de població africana, ja que els testimonis de substitució estan correlacionats amb aquesta ètnia fins i tot a les àrees en què antigament hi va haver abundància de població africana però no en l'actualitat, com el Riu de la Plata, el que reforça el fet que moltes llengües occidentals africanes manquen de l'oposició [r/l] o no compten amb el so [r] .

## El lambdacisme al castellà
El procés de la neutralització dels fonemes líquids en castellà ocorre en la posició de la coda a la síl·laba o final de paraula. El lambdacisme és un dels tres processos que pot passar en aquest entorn de la síl·laba. Alguns exemples són: comer [ko.mél] i mujer [mu.xél].
El fenomen de lambdaització es produeix de forma esporàdica en alguns dialectes andalusos, extremenys, murcians i castellanomanxecs a Espanya, i de forma molt més important a l'àrea caribenya: Cuba, República Dominicana, Puerto Rico, costes de Veneçuela, Panamà i l'Equador. És un fenomen típic del castellà de terres baixes', com a part de la relaxació de consonants pròpia d'aquests dialectes.
En totes aquestes àrees, la lateralització no dona lloc a un dialecte diferenciat, sinó més aviat a un geolecte, atès que està estigmatitzat socialment i lligat a la pertinença a una classe social modesta o baixa.
A Cuba, Puerto Rico i la República Dominicana l'extensió del fenomen dona lloc a la reacció oposada de rotacisme per ultracorrecció: molts parlants pronuncien ['gorpe] 'golpe' o ['purpo] 'pulpo'.
Aquest fenomen és més evident a Puerto Rico que als altres països del Carib. A Puerto Rico totes les regions presenten lambdacisme, mentre que als altres països caribenys es manifesta només en algunes regions.